# Daniel Cacina
Daniel Andrei Cacina (* 17. Oktober 2001 in Brașov) ist ein rumänischer Skispringer.

## Werdegang
Cacina gab sein nationales Debüt im Jahr 2008. Seinen ersten internationalen Auftritt absolvierte er am 21. Februar 2014 im FIS Cup in Râșnov. In den folgenden Jahren startete Cacina regelmäßig im FIS Cup, blieb dabei jedoch weitgehend erfolglos. Im Februar 2017 nahm er am Europäischen Olympischen Winter-Jugendfestival im türkischen Erzurum teil. Während er den Einzelwettkampf auf dem 26. Platz abschloss, platzierte er sich mit dem Team auf dem fünften Rang. Zwischen 2013 und 2017 konkurrierte er im FIS-Carpath-Cup. Dabei belegte er im September 2017 von der Mittelschanze Bloudkova Velikanka in Planica den dritten Rang. Die Saison schloss er auf dem siebten Platz der Gesamtwertung ab.
Im Sommer 2017 gab Cacina im polnischen Szczyrk sein Debüt im Continental Cup, verpasste jedoch deutlich die Punkteränge. Bei den Junioren-Skiweltmeisterschaften 2018 im schweizerischen Kandersteg belegte er im Einzel den 51. Platz und wurde Vorletzter mit dem Team. Ein Jahr später erreichte er beim Einzelspringen der Junioren-Skiweltmeisterschaften 2019 in Lahti als Dreißigster den zweiten Durchgang. Im restlichen Saisonverlauf 2018/19 versuchte sich Cacina regelmäßig im Continental Cup, jedoch konnte er als bestes Resultat nur den 33. Platz im russischen Tschaikowski erreichen.
Nachdem er beim ersten FIS-Cup-Springen der Saison 2019/20 in Szczyrk den zehnten Platz belegt hatte, trat Cacina im kasachischen Schtschutschinsk auch im Continental Cup an. Dort erreichte er beim zweiten Wettkampf den 25. Platz und holte so seine ersten Continental-Cup-Punkte, womit er für die Wettbewerbe des Grand Prix sowie des Weltcups zwei Jahre lang als startberechtigt galt. Beim Heim-Weltcup in Râșnov im Februar 2020 ging Cacina erstmals bei einer Qualifikation an den Start. Bei den Nordischen Junioren-Skiweltmeisterschaften 2020 in Oberwiesenthal belegte Cacina bei einem Teilnehmerfeld von 65 Athleten Rang 29. Ein Jahr später erzielte er mit dem vierzehnten Platz im Einzelspringen bei den Nordischen Junioren-Skiweltmeisterschaften 2021 in Lahti sein bestes Resultat in diesem Wettkampfformat.
Auf nationaler Ebene war Cacina bereits bei den rumänischen Meisterschaften erfolgreich. So wurde er 2018 in Râșnov rumänischer Meister von der Normalschanze sowie Vizemeister mit dem Team. Diesen Titel verteidigte er sowohl im Oktober 2019 als auch im Februar 2020.
Bei den Olympischen Winterspielen 2022 in Peking belegte Cacina den 48. Platz im Einzelspringen von der Normalschanze und den 46. Platz von der Großschanze.
In der Saison 2022/23 erzielte er in Rasnov mit einem 29. Platz als erster Rumäne überhaupt Weltcuppunkte.

## Statistik

### Weltcup-Platzierungen
| Saison  | Platz | Punkte |
| ------- | ----- | ------ |
| 2022/23 | 082.  | 002    |

### Continental-Cup-Platzierungen
| Saison  | Sommer | Sommer | Winter | Winter | Gesamt | Gesamt |
| Saison  | Platz  | Punkte | Platz  | Punkte | Platz  | Punkte |
| ------- | ------ | ------ | ------ | ------ | ------ | ------ |
| 2019/20 | 106.   | 009    | —      | —      | 141.   | 009    |
| 2020/21 | 097.   | 002    | —      | —      | 106.   | 002    |
| 2021/22 | 088.   | 006    | 065.   | 038    | 088.   | 044    |